# Seznam konzulátů v Ostravě
Seznam konzulátů v Ostravě je seznam generálních i honorárních konzulátů různých států v Ostravě.

## Působící
- Generální konzulát Polské republiky
- Honorární konzulát Ruské federace
- Honorární konzulát Finska
- Honorární konzulát Marockého království